# Klosterruine Baiselsberg
Die Klosterruine Baiselsberg ist die Ausgrabungsstätte eines ehemaligen Klosters der regulierten Augustinerinnen in Baden-Württemberg.

## Geografische Lage
Die Ausgrabungsstätte liegt in einer Höhe von 433–436 m über NN auf der Südostseite des 477 m hohen Baiselsberges im Stromberg, Markung Vaihingen-Horrheim, Kreis Ludwigsburg, Baden-Württemberg. Die nächsten benachbarten Ortschaften sind Hohenhaslach und Horrheim.

## Geschichte
Zwischen 1364 und 1374 ließen sich einige fromme Frauen als Klausnerinnen (‚inclusae‘), d. h. ohne Ordenszugehörigkeit, auf dem Baiselsberg nieder. Sie zählten zum gehobenen städtischen Bürgertum und unterstellten sich einer dem regionalen Niederadel angehörenden „mater“: Anna von Gemmingen. Die älteste bekannte Urkunde von 1374 betrifft eine Schenkung der Gräfin Mechthild von Zollern, geb. von Vaihingen, und schließt sich an einen vorausgehenden (urkundlich nicht belegbaren) Gründungsakt an. Die fromme Sammlung erwarb durch Stiftungen und eingebrachtes Vermögen einen bescheidenen Wohlstand und lebte von den jährlichen Einkünften aus Rentenkäufen. Darüber hinaus verfügte das spätere Kloster über zwei Altar-Pfründen: Maria-Magdalenen- und Dreifaltigkeitspfründe.
1478 wurde die fromme Sammlung von der Ausweisung bedroht, als die Tübinger Augustiner-Eremiten auf den Baiselsberg verlegt werden sollten, ohne dass für die Schwestern eine neue Bleibe vorgesehen war. Bald darauf jedoch wurden die frommen Frauen im Rahmen der Klosterreformen von Eberhard im Bart den regulierten Augustinerinnen (Chorfrauen) angeschlossen. Sie nahmen enge Beziehungen zum Augustiner-Chorherrenstift Sindelfingen auf und standen sehr wahrscheinlich der Windesheimer Kongregation nahe. Lange Zeit hatten Heimatforscher das Kloster irrtümlich für ein „Augustiner-Eremiten-Nonnen-Priorat“ gehalten.
Die kleine Klosterkirche war Wallfahrtsort, wurde der heiligen Dreifaltigkeit (St. Trinitatis) geweiht und beherbergte als populäre Reliquie einen „faustgroßen Zahn“ des heiligen Christophorus. Mit dem Anschluss an die regulierten Augustinerinnen übernahmen die Schwestern soziale Aufgaben wie Kindererziehung: „Bücherkisten“ sind belegt, und unter den Bestattungen auf dem Friedhof fanden sich zwei Kinder im Alter von etwa zwölf und zwei Jahren. Auch eine uneheliche Tochter des Grafen Heinrich von Württemberg-Moempelgard mit Namen Katharina wurde 1494/98 hier erzogen.
Bald nach 1500 geriet das Kloster in wirtschaftliche Schwierigkeiten, die nach der Einführung der Reformation (ab 1535) dramatisch zunahmen, da sämtliche Jahreseinkünfte von der herzoglichen Verwaltung beschlagnahmt worden waren. Einige Schwestern wanderten ab, die Priorin wechselte in ein anderes Kloster. Übrig blieben drei alte Frauen, die im Winter 1546/47 nach einem Raubüberfall durch marodierende Soldaten (spanische Besatzung nach dem Schmalkaldischen Krieg) in ihrem Kloster vollends ins Elend gerieten. Mit der Säkularisation des Kirchengutes in der Reformation wurde das Kloster im Oktober 1547 aufgehoben und neun Jahre danach abgebrochen. Die Ruine diente der Bevölkerung in den benachbarten Dörfern noch bis ins 19. Jahrhundert als Steindepot und verschwand schließlich unter dem Waldboden.

## Ausgrabung und Rekonstruktion

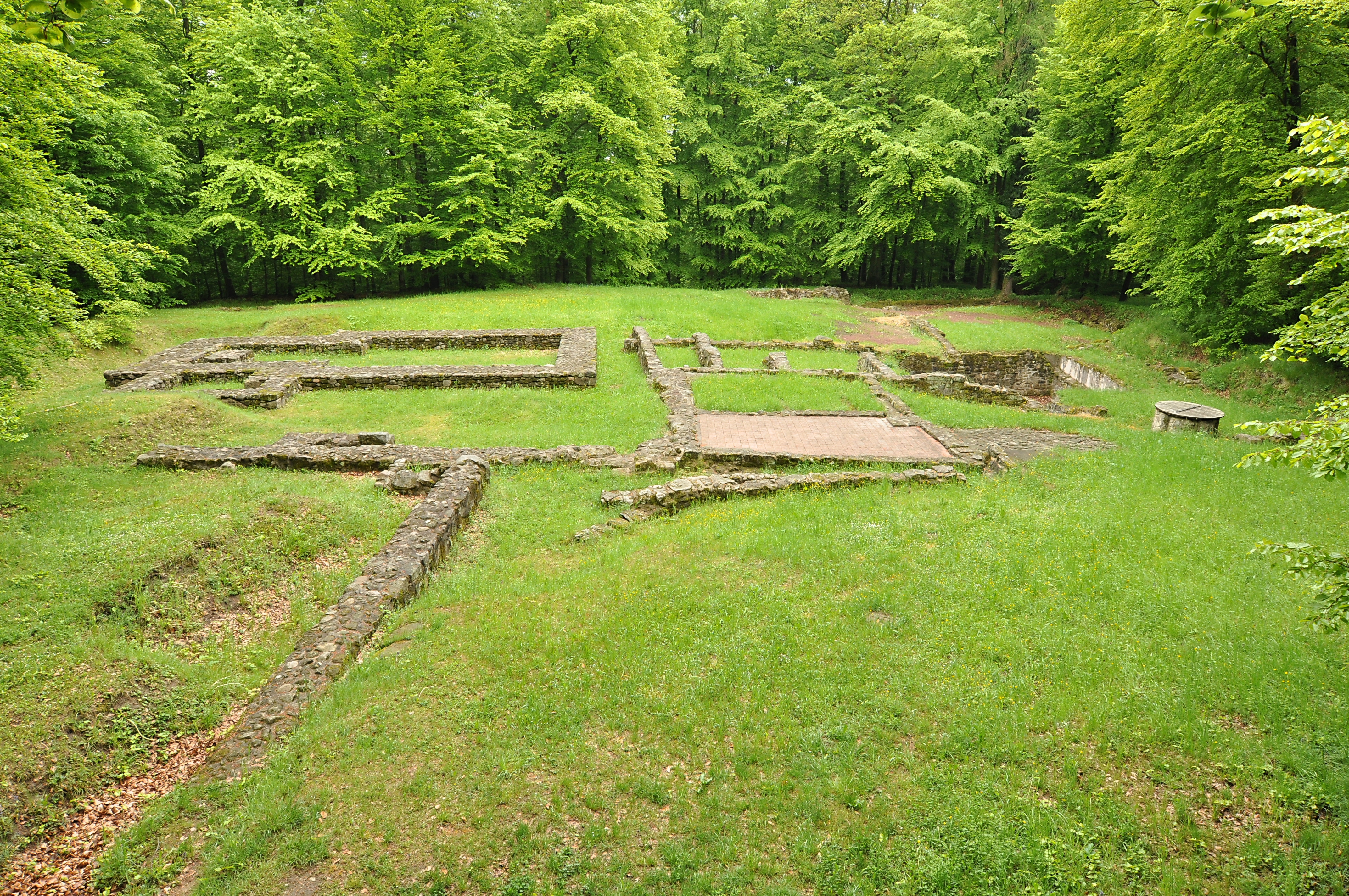
Blick Richtung Süden über die Ausgrabungsstätte

Die ca. 2000 m² umfassende Grabungsfläche und ihre Umgebung waren vor der Ausgrabung vollständig bewaldet. Oberflächenfunde von Keramikscherben sprachen 1970 für eine abgegangene mittelalterliche Siedlung. Die von 1975 bis 1990 vom Landesdenkmalamt Baden-Württemberg (heute Landesamt für Denkmalpflege) geförderte und insbesondere von der Stadt Vaihingen/Enz finanziell unterstützte Ausgrabung sollte die völlig vom Waldboden bedeckte Anlage identifizieren: Im Ostteil des Grabungsbereiches kamen die mit Abbruchschutt gefüllten Fundamentgräben einer kleinen Kirche mit Rechteck-Chor zum Vorschein, sowie das Altarfundament, der Friedhof und die Umfassungsmauer. Im Westen und Süden fanden sich die Fundamentreste einiger Wohn- und Wirtschaftsgebäude, der teilweise erhaltene Tonfliesenboden eines Wohnraums, zwei Gewölbekeller, ein Backofen sowie ein 10 m tiefer Ziehbrunnen und Reste von Abwasseranlagen und Steinpflasterungen. Damit war die Anlage als Kloster zu identifizieren, das durch einige Urkunden (ohne Hinweis auf seine Lokalisation) bekannt war. Die Anlage wurde nicht vollständig ausgegraben; spätere Untersuchungen könnten neue Gesichtspunkte bringen.
Die Fundamente der kleinen Kirche wurden mit Fremdsteinen rekonstruiert, ebenfalls der oberirdische Teil des Ziehbrunnens. Den Tonfliesenboden eines Wohnraums ersetzte man durch eine wetterbeständige Nachbildung. Die Reste der Mauerfundamente wurden in ihrem Fundzustand konserviert. Als bedeutender Ertrag der Ausgrabung gelten die in außergewöhnlich großer Menge und Formenvielfalt geborgenen Keramikscherben, die auf Grund der archivalischen Befunde relativ genau datierbar sind und z. T. zu vollständigen Gefäßen rekonstruiert werden konnten. Daneben fanden sich zahlreiche Ofenkacheln, viele davon figürlich ornamentiert sowie u. a. Glasfragmente und Gegenstände des täglichen Gebrauchs.
Die Pflege des Grabungsgeländes wird von der Stadt Vaihingen/Enz besorgt. Ausgewählte Funde, Urkundenreproduktionen und Grabungsfotos sind in dem kleinen Klostermuseum im Rathaus Horrheim ausgestellt, das zu den Öffnungszeiten der Verwaltungsstelle zugänglich ist.